# Franzensburg
Franzensburg je grad v Laxenburgu v okraju Mödling v Spodnji Avstriji, ki je bil zgrajen med letoma 1801 in 1836 v slogu, ki spominja na srednjeveški način gradnje gradov. Ime je dobil po tedanjem cesarju Francu II. Zgrajen je bil sredi grajskega parka kot muzej poleg obstoječega gradu Laxenburg na umetnem otoku v ribniku parka.

## Zgodovina
Grad je zasnoval Johann Ferdinand Hetzendorf von Hohenberg v dveh delih: Ritterburg (viteški grad) in Knappenburg. Že na začetku je bil zasnovan kot muzej. S svojo odvisnostjo od srednjeveških vzorov Franzensburg velja za mejnik na poti do historicizma. Uporabljene so bile sestavine med jožefinizmom ukinjene župnijske cerkve v Heiligenkreuzu. Tudi rekviziti starejše stavbe so vključeni v grad, predvsem iz obnovljene klosterneuberške Capelle Speciosa, prve gotske stavbe v Podonavju.
Gradnja gradu se je začela, ko se je južno od Dunaja začela proizvodnja opek. Ker se je cena opeke zdela previsoka, je cesar Franc kupil opekarno v Vösendorfu ter mimogrede še grad Vösendorf.
Leta 1806 je bil narejen trajekt za prečkanje ribnika od kopnega do otoka s Franzensburgom. Pozimi so ga nadomestili z lesenim mostom. Na nasprotni strani je bil otok dostopen celo leto prek kamnitega mostu.
Grad in okoliški Schlossteich sta v 250-hektarskem grajskem parku, ki je bil oblikovan v poznem 18. stoletju v slogu angleških krajinskih vrtov. V notranjosti so gozdovi, travniki, več kanalov, sejmišče, tempelj Concordia in druge zgradbe, kot so viteški steber ( Rittersäule), marmorni doprsni kip cesarja in Lusthaus.
Danes je park priljubljena izletniška točka. Na voljo so vodeni ogledi in gledališke igre v poletnih mesecih. Ob ribniku si je poleti možno izposoditi čolne na vesla in  električne čolne.
- Pogled na park z zraka
- Eduard Gurk: Franzensburg v Laxenburgu pri Dunaju (1838)
- Franzensburg in trajekt (2020)
- Pozimi je dohod do gradu po mostu (2006)

## Muzej
Muzej je bil ponovno odprt leta 2003, odprl ga je Otto von Habsburg, medtem ko je bil grad za javnost odprt že v preteklosti. Zbirka, ki v glavnem prikazuje Habsburžane v Avstro-Ogrski, je podobna kot v Bad Ischlu, Schönbrunnu ali palači Gödöllő na Madžarskem.
Muzej upravlja tudi avstrijski muzejski pečat.
Pri prehodu skozi muzej v gradu skozi različne prostore se lahko obiščejo:
Waffensaal
V tem prostoru so na stropu pritrjeni ščiti z grbi 44 avstrijskih ozemelj in pokrajin.
Habsburgersaal
Na Franzensburgu je v Habsburgersaal polovica cesarjevih slik Paula Strudela (druga polovica je v cesarski knjižnici). V Lothringersaal so slike poznejših cesarjev združene okoli Kupelwieserjevega portreta Franca I., pridobljeni med drugim od Ferdinanda Georga Waldmüllerja in Friedricha von Amerlinga.
Prva sprejemna soba
Druga sprejemna soba
Luisenzimmer
V tej sobi so zanimivi strop, obe oblogi vrat in vrata v grad Rappottenstein iz okoli leta 1600
Jedilnica
Lothringersaal
- JV stran gradu
- Kanal v grajskem parku
- most Fischerdörfl
- Most pri kaskadi